# Izkoreninjenje nalezljive bolezni
Izkoreninjenje (ali eradikacija) nalezljive bolezni pomeni odpravo določene nalezljive bolezni, tako da razširjenost (prevalenca) bolezni med gostitelji v svetovnem merilu pade na nič primerov. Pri tem gre za izkoreninjenje nalezljive bolezni s povzročiteljem vred. Soroden izraz je odstranitev ali eliminacija nalezljive bolezni, ki pomeni, da se nalezljiva bolezen na kakem področju ne pojavlja več, njen povzročitelj pa še ostaja. Za edino izkoreninjeno človeško bolezen  veljajo črne koze, za katero je Svetovna zdravstvena organizacija začela kampanjo izkoreninjenja leta 1959. Odtlej je SZO objavila cilj izkoreninjenja še dveh nalezljivih bolezni pri ljudeh, leta 1986 za drakunkulozo in leta 1988 za otroško ohromelost. Kljub uspehom pri zmanjšanju razširjenosti obeh bolezni izkoreninjenje še ni bilo doseženo.

## Črne koze
Načrt o izkoreninjenju črnih koz je Svetovna zdravstvena organizacija objavila leta 1959, vendar sta kampanjo pestila pomanjkanje sredstev in osebja ter nezavezanost nekaterih držav k cilju. Intenzivnejši program izkoreninjenja se je začel leta 1967. Črne koze so bile odstranjene v Severni Ameriki (1952) in Evropi (1953) že pred začetkom programa eradikacije Svetovne zdravstvene organizacije, vendar so se še leta 1966 pojavljali redni izbruhi bolezni v Južni Ameriki, Afriki in Aziji. Program Svetovne zdravstvene organizacije je pripomogel k odstranitvi virusa tudi v teh predelih sveta in zadnji znani primer črnih koz so poročali leta 1975 v Bangladešu. Svetovna zdravstvena organizacija je izkoreninjenje bolezni uradno objavila 8. maja 1980.

## Otroška ohromelost
Od leta 1988 poteka pod vodstvom Svetovne zdravstvene organizacije globalna  kampanja z namenom izkoreninjenja otroške ohromelosti. Cilj izkoreninjenja otroške ohromelosti temelji na doseganju visoke precepljenosti prebivalcev. Od začetka te kampanje se je število zbolelih po vsem svetu zmanjšalo za več kot 99 %, vendar se še vedno pojavlja v nekaj državah (Afganistan, Pakistan in Nigerija), od koder je možen vnos tudi v nekatere druge države. 